# Metoda najszybszego spadku
Metoda najszybszego spadku – algorytm numeryczny mający na celu znalezienie minimum zadanej funkcji celu.
Metoda najszybszego spadku jest modyfikacją metody gradientu prostego.

## Algorytm

### Zadanie
Metoda najszybszego spadku jest iteracyjnym algorytmem wyszukiwania minimum zadanej funkcji celu {\displaystyle f{:}}
{\displaystyle f\colon D\mapsto \mathbb {R} ,}
gdzie {\displaystyle D\subset \mathbb {R} ^{n}.}
Założenia dla metody są następujące:
- {\displaystyle f\in \mathrm {C} ^{1}} (funkcja jest ciągła i różniczkowalna),
- {\displaystyle f} jest ściśle wypukła w badanej dziedzinie.

### Opis

Ilustracja działania metody najszybszego spadku dla dwuwymiarowej funkcji celu. W każdym kroku, w zadanym kierunku wyszukiwana jest najmniejsza wartość funkcji celu.

Działanie metody najszybszego spadku jest bardzo podobne do metody gradientu prostego. Na samym początku algorytmu wybierany jest punkt startowy {\displaystyle \mathbf {x_{0}} \in D.} W punkcie tym obliczany jest antygradient {\displaystyle -\nabla f(\mathbf {x_{k}} )} funkcji celu, który będzie stanowił kierunek poszukiwań w procedurze. Następny punkt jest obliczany według wzoru:
{\displaystyle \mathbf {x_{k+1}} =\mathbf {x_{k}} -\alpha _{k}\nabla f(\mathbf {x_{k}} ),}
jeśli obliczony punkt nie spełni warunku stopu algorytmu, całe postępowanie jest powtarzane.
Różnicą pomiędzy metodą najszybszego spadku a metodą gradientu prostego jest sposób wyszukiwania wartości {\displaystyle \alpha _{k}} – dokonywana jest minimalizacja kierunkowa funkcji:
{\displaystyle f(\mathbf {x_{k}} -\alpha _{k}\nabla f(\mathbf {x_{k}} ))=\min _{\alpha >0}f(\mathbf {x_{k}} -\alpha \nabla f(\mathbf {x_{k}} )).}
Algorytm ogólnie można zapisać:
1. Wybierz punkt startowy {\displaystyle \mathbf {x_{0}} .}
2. Dokonaj minimalizacji kierunkowej funkcji {\displaystyle f(\mathbf {x_{k}} -\alpha \nabla f(\mathbf {x_{k}} ))} względem {\displaystyle \alpha .}
3. {\displaystyle \mathbf {x_{k+1}} =\mathbf {x_{k}} -\alpha _{k}\nabla f(\mathbf {x_{k}} ).}
4. Sprawdź kryterium stopu, jeśli jest spełniony to STOP. W przeciwnym wypadku powtórz punkt 2.

Metodami minimalizacji jednowymiarowej mogą być metoda złotego podziału, metoda dychotomii, metoda punktu środkowego, czy metoda Newtona.

### Kryterium stopu
W celu określenia, czy punkt w danym kroku dostatecznie dobrze przybliża minimum funkcji celu w metodzie najszybszego spadku, można użyć następujących kryteriów stopu (dla zadanej precyzji {\displaystyle \epsilon } oraz normy {\displaystyle \|{\cdot }\|}):
- {\displaystyle \|\nabla f(\mathbf {x_{k}} )\|\leqslant \epsilon } (test stacjonarności),
- {\displaystyle \|\mathbf {x_{k+1}} -\mathbf {x_{k}} \|\leqslant \epsilon .}

### Zbieżność

Przykład niefortunnego wyboru punktu startowego w metodzie najszybszego spadku. Przy takim wyborze dla odpowiedniego rodzaju funkcji celu metoda charakteryzuje się wolną zbieżnością.

Metoda najszybszego spadku jest metodą o zbieżności liniowej. Oznacza to, iż przy spełnieniu założeń metody, odległości pomiędzy kolejnymi przybliżeniami a minimum funkcji {\displaystyle \mathbf {x} ^{*}} maleją liniowo:
{\displaystyle \|\mathbf {x} ^{*}-\mathbf {x_{k+1}} \|\leqslant c\|\mathbf {x} ^{*}-\mathbf {x_{k}} \|.}
Metoda najszybszego spadku ma szybszą zbieżność w porównaniu z metodą gradientu prostego. Niemniej oba algorytmy należą do klasy algorytmów o złożoności liniowej.
Wadą metody jest wolna zbieżność przy niezbyt fortunnym wyborze punktu startowego. Dodatkowo metoda może być bardzo wrażliwa na błędy zaokrągleń.